# Didymodon amblyophyllus
Didymodon amblyophyllus är en bladmossart som beskrevs av Brotherus 1902. Didymodon amblyophyllus ingår i släktet lansmossor, och familjen Pottiaceae. Inga underarter finns listade i Catalogue of Life.